# Геббурн
Ге́ббурн (англ. Hebburn) — місто у графстві Тайн-енд-Вір, регіон Північно-Східна Англія, Англія, Сполучене Королівство, що розташоване на південному березі річці Тайн поблизу міста Джарроу. Станом на 2001 рік населення міста — 18 808 осіб.